# فرانسوا لودو
فرانسوا لودو (فرانسوی: François Ludo‎؛ ۴ مارس ۱۹۳۰ – ۲۹ ژوئن ۱۹۹۲) بازیکن فوتبال اهل فرانسه بود.
از باشگاه‌هایی که در آن بازی کرده‌است می‌توان به باشگاه فوتبال لانس و باشگاه فوتبال موناکو اشاره کرد.
وی همچنین در تیم ملی فوتبال فرانسه بازی کرده‌است.